# 路宪文
路宪文（1919年—1995年）山西省陵川县附城镇河东村人。中国共产党官员，信阳事件的主要责任人。

## 生平
路宪文的家乡是附城河东村。自幼在附城读书。1935年考入上党乡村师范学校，在校期间加入牺盟会。后考入山西省牺盟会协助员培训班。结业后，起初任平顺县总动员委员会协助员，后来回到陵川县牺盟会，在陵川县牺盟会附城分会担任协助员。
1937年，八路军赵谭支队通过宣传队的方式进入附城进行抗日宣传，后由八路军工作团在附城秘密发展中国共产党党员。1937年，路宪文、侯景域成为宣传队队长钟远昌、指导员曾旭庆介绍入党的首批党员。1938年初，中共陵川县工委决定在陵川县牺盟会附城分会成立中共临时支部，支部书记由中共陵川县工委组织委员孟宪德兼任，路宪文任组织委员，侯景域任宣传委员。这也是陵川县历史上第一个中共基层党支部。1938年5月，中共陵川县委成立，路宪文任中共陵川县委宣传部部长。
1939年12月，山西“十二月事变”发生。1939年12月中旬，中国国民党方面的山西省政府撤销了中国共产党党员张维汉的陵川县县长职务，任命中国国民党方面的张生兆为县长。中共方面的晋冀鲁豫边区主动与山西的中国国民党阎锡山当局谈判协商后达成协议，撤出了太行区太南陵川县等地，史称“太南撤军”。中共太南特委也调整了中共陵川县委的领导班子，原中共陵川县委宣传部部长路宪文调任八路军一二九师太南支队（赵基梅支队）驻陵工作团（民运工作团）主任兼中共陵川县委军事部部长，留在陵川县坚持地下斗争。1940年起，任陵川县子弟兵团政治委员。1940年3月随军北撤后，历任中共平顺县委统战部部长、中共平南县委宣传部部长、平顺县武委会主任兼武工队副政委。
1943年3月，中共晋冀豫四地委作出了开辟陵川县工作的决定之后，路宪文起初任中共陵川县委宣传部部长。1943年4月，路宪文受中共太行区党委、太行军区和四专署、军分区的指示，率部深入陵川县开展了5次武装侦察。1943年5月，中共陵川县委组成陵西、陵东两支武装工作队深入陵川县侦察，路宪文任陵西队队长。1943年8月，被晋冀豫四专署提名为陵川县抗日民主政府代理县长。
1943年9月，中共太行八地委、八专署、八军分区在陵川县成立。1943年10月，中共太行八地委、太行八专署决定在陵川县、高平县、晋城县交界处建立陵高县，名称取自陵川的“陵”字和高平的“高”字，设立中共陵高县委、陵高县抗日民主政府。1943年11月下旬某晚，新任命的陵高县抗日民主政府县长兼独立营营长路宪文，在八路军一二九师新一旅二团（当地人称“老二团”）三个连的配合下奇袭了附城，击溃并驱逐了日伪三区区长郭成印的日伪中队，在附城举行群众大会宣布中共陵高县委、陵高县抗日民主政府成立。当夜，新成立的中共陵高县委、陵高县抗日民主政府的机关工作人员分批秘密进驻新庄村。
1945年，路宪文南下工作，历任中共沁阳县委书记兼独立营政委，南下干部大队四中队队长。1947年10月，任中共鄂豫一地委霍固县委书记兼前敌指挥部政委（该霍固县为北霍固县，1947年10月设置）。1949年1月，中国人民解放军攻占霍邱县城，霍固县奉命撤销，恢复霍邱县。路宪文任中共霍邱县委副书记兼三元店区委书记。后任中共鄂豫一地委党校党委副书记，中共商城县委副书记兼组织部长。1949年7月至1950年，任中共商城县委书记。此后历任潢川专员公署副专员兼财委主任，报务局局长。1952年至1954年，任中共信阳地委副书记。1954年6月，代理中共信阳地委书记。1954年10月至1958年，任中共信阳地委书记。1958年，中共信阳地委开始设置第一书记。1958年至1960年9月，路宪文任中共信阳地委第一书记兼信阳军分区第一政委。
1960年9月，路宪文因“信阳事件”被撤职。1962年，河南省高级人民法院以“反革命报复罪”和“违法乱纪”判处路宪文有期徒刑三年。1964年，任河南省博爱县国营农场副厂长。1975年重新加入中国共产党。1980年2月至1983年9月，任河南省百泉农业专科学校（现为河南科技学院）校长、校党委委员。1983年9月离休。
1995年，路宪文在河南病逝。